# Nicole Kidman
Nicole Kidman (n. 20 iunie 1967, Hawaii, SUA) este o actriță australiană de film, care are dublă cetățenie, australiană și americană. În anul 2002, a câștigat Premiul Oscar pentru cea mai bună actriță în filmul The Hours.

## Filmografie

### Film
Până în 2013 filmele cu Kidman au încasat peste 3 miliarde de dolari, 17 dintre ele încasând peste 100 de milioane $.
| An   | Titlu                                 | Rol                     | Note            |
| ---- | ------------------------------------- | ----------------------- | --------------- |
| 1983 | BMX Bandits                           | Judy                    |                 |
| 1983 | Bush Christmas                        | Helen                   |                 |
| 1984 | The Wacky World of Wills & Burke      | Julia Matthews          |                 |
| 1986 | Windrider                             | Jade                    |                 |
| 1987 | Watch the Shadows Dance (Nightmaster) | Amy Gabriel             |                 |
| 1987 | The Bit Part                          | Mary McAllister         |                 |
| 1988 | Emerald City                          | Helen                   |                 |
| 1989 | Dead Calm                             | Rae Ingram              |                 |
| 1990 | Days of Thunder                       | Dr. Claire Lewicki      |                 |
| 1991 | Flirting                              | Nicola                  |                 |
| 1991 | Billy Bathgate                        | Drew Preston            |                 |
| 1992 | Far and Away                          | Shannon Christie        |                 |
| 1993 | Malice                                | Tracy Kennsinger        |                 |
| 1993 | My Life                               | Gail Jones              |                 |
| 1995 | To Die For                            | Suzanne Stone Maretto   |                 |
| 1995 | Batman Forever                        | Dr. Chase Meridian      |                 |
| 1996 | The Portrait of a Lady                | Isabel Archer           |                 |
| 1997 | The Peacemaker                        | Dr. Julia Kelly         |                 |
| 1998 | Practical Magic                       | Gillian Owens           |                 |
| 1999 | Eyes Wide Shut                        | Alice Harford           |                 |
| 2001 | Moulin Rouge!                         | Satine                  |                 |
| 2001 | The Others                            | Grace Stewart           |                 |
| 2001 | Birthday Girl                         | Sophia/Nadia            |                 |
| 2002 | The Hours                             | Virginia Woolf          |                 |
| 2003 | Dogville                              | Grace Margaret Mulligan |                 |
| 2003 | The Human Stain                       | Faunia Farley           |                 |
| 2003 | Cold Mountain                         | Ada Monroe              |                 |
| 2004 | The Stepford Wives                    | Joanna Eberhart         |                 |
| 2004 | Birth                                 | Anna                    |                 |
| 2005 | The Interpreter                       | Silvia Broome           |                 |
| 2005 | Bewitched                             | Isabel Bigelow/Samantha |                 |
| 2006 | Fur                                   | Diane Arbus             |                 |
| 2006 | Happy Feet                            | Norma Jean (voice)      |                 |
| 2007 | The Invasion                          | Dr. Carol Bennell       |                 |
| 2007 | Margot at the Wedding                 | Margot                  |                 |
| 2007 | The Golden Compass                    | Marisa Coulter          |                 |
| 2008 | Australia                             | Lady Sarah Ashley       |                 |
| 2009 | Nine                                  | Claudia Jenssen         |                 |
| 2010 | Rabbit Hole                           | Becca Corbett           | Also producer   |
| 2011 | Just Go with It                       | Devlin Adams            | Supporting role |
| 2011 | Trespass                              | Sarah                   |                 |
| 2012 | The Paperboy                          | Charlotte Bless         |                 |
| 2012 | Hemingway & Gellhorn                  | Martha Gellhorn         |                 |
| 2013 | Stoker                                | Evelyn 'Evie' Stoker    |                 |
| 2014 | The Railway Man                       | Patti Lomax             |                 |
| 2014 | Grace of Monaco                       | Grace Kelly             |                 |
| 2014 | Before I Go to Sleep                  | Christine Lucas         |                 |
| 2014 | Paddington                            | Millicent               | Post-production |
| 2015 | Queen of the Desert                   | Gertrude Bell           | Post-production |
| 2015 | Strangerland                          |                         | Filmare         |

### Televiziune
| An   | Titlu                   | Rol              | Note                                    |
| ---- | ----------------------- | ---------------- | --------------------------------------- |
| 1983 | Bop Girl                | Bop Girl         | Music video and first screen appearance |
| 1983 | Five Mile Creek         | Annie            |                                         |
| 1983 | Skin Deep               | Sheena Henderson | TV film                                 |
| 1983 | Chase Through the Night | Petra            | TV film                                 |
| 1984 | Matthew and Son         | Bridget Elliot   | TV film                                 |
| 1984 | A Country Practice      | Simone Jenkins   | 2 episodes                              |
| 1985 | Archer's Adventure      | Catherine        | TV film                                 |
| 1985 | Winners                 | Carol Trig       | 1 episode                               |
| 1987 | Room to Move            | Carol Trig       | Miniseries                              |
| 1987 | An Australian in Rome   | Jill             | TV film                                 |
| 1987 | Vietnam                 | Megan Goddard    | Miniseries (10 episodes)                |
| 1989 | Bangkok Hilton          | Katrina Stanton  | Miniseries (3 parts)                    |
| 2012 | Hemingway & Gellhorn    | Martha Gellhorn  | TV film                                 |

### Producătoare
- In the Cut (2003)
- Rabbit Hole (2010)
- Monte Carlo (2011)

## Discografie
- Come What May single (duet cu Ewan McGregor - octombrie 2001) AUS #10, UK #27
- Somethin' Stupid single (duet cu Robbie Williams - december 2001) AUS #8, UK #1
- Kiss / Heartbreak Hotel - Nicole Kidman / Hugh Jackman - noiembrie 2006 (Happy Feet Soundtrack)

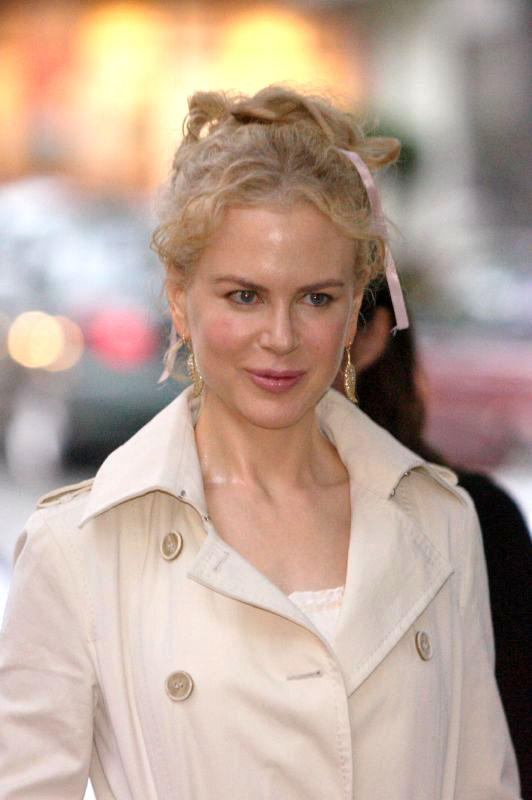
Nicole Kidman